# Pentaphragma albiflorum
Pentaphragma albiflorum är en tvåhjärtbladig växtart som beskrevs av H. H. W. Pearson. Pentaphragma albiflorum ingår i släktet Pentaphragma och familjen Pentaphragmataceae. Inga underarter finns listade i Catalogue of Life.